# Borovinok
Borovinok (en rus: Боровинок) és un poble de l'óblast d'Irkutsk, a Rússia, que en el cens del 2010 tenia 92 habitants.